# الیور میلبرن
اُلیور میلبرن (انگلیسی: Oliver Milburn؛ ‏ ۲۵ فوریهٔ ۱۹۷۳) بازیگر اهل بریتانیا است.
از فیلم‌ها یا برنامه‌های تلویزیونی که وی در آن نقش داشته‌است، می‌توان به بلندی‌های بادگیر، درس‌های رانندگی، نزول، پوآرو، دیوید کاپرفیلد، خیابان کورونیشن،‌ بایرون و پارانوئید اشاره کرد.